# Чипева Лејк (Охајо)
Чипева Лејк (енгл. Chippewa Lake) град је у америчкој савезној држави Охајо.

## Демографија
По попису из 2010. године број становника је 711, што је 112 (-13,6%) становника мање него 2000. године.
| Група             | 2000.       | 2010.       |
| Белци             | 812 (98,7%) | 689 (96,9%) |
| Афроамериканци    | 1 (0,1%)    | 4 (0,6%)    |
| Азијати           | 2 (0,2%)    | 0 (0,0%)    |
| Хиспаноамериканци | 5 (0,6%)    | 10 (1,4%)   |
| Укупно            | 823         | 711         |